# Gladka mišica
Gladke mišice predstavljajo mišičnino votlih in cevastih organov. V nasprotju s skeletnimi mišicami gladko mišičje ni pod hotnim nadzorom.

## Embriologija
Enako kot celice prečnoprogaste mišičnine (skeletne in srčna mišica) so tudi celice gladke mišičnine mezodermalnega izvora, torej se med embriogenezo razvije iz srednjega kličnega lista.

## Histologija
Gladkomišične celice so dolge 20–200 µm in široke 3–10 µm. Obdane so z bazalno lamino. Podolgovato celično jedro leži v osrednjem predelu celice. 
V gladki mišičnini miofilamenti niso tako enakomerno razporejeni kot v prečnoprogasti. Pod svetlobnim mikroskopom je citoplazma videti homogena. Glavni miofilamenti so aktinski, miozinski ter intermediarni (dezminski, vimetinski) miofilamenti. Posamezen miozinski filament je snopasto obdan z 13-14 aktinskimi filamenti. Aktinski in intermediarni miofilamenti so pritrjeni na tako imenovana gosta telesca, ki so kot struktura primerljiva s črtami Z v prečnoprogastem vlaknu. Takšna razporeditev miofilamentov omogoča močnejše skrčenje gladkomišične celice v primerjavi s skeletnomišičnim vlaknom.
Sarkoplazemski retikulum, ki je v skeletnomišičnih vlaknih izrazito prisoten, je v celicah gladke mišičnine količinsko zastopan zelo različno.

## Krčenje
Mehanizem krčenja gladkih mišic je podoben mehanizmu krčenja prečnoprogastih mišic. Gre za mehanizem drsečih filamentov. Pri gladki mišičnini je ta mehanizem počasnejši ter porabi manj kisika in energije v obliki molekul ATP.

### Potek
Dražljaj povzroči dvig koncentracije ionov Ca2+ v citosolu. Kalcijevi ioni pridejo v citosol tako iz zunajceličnega prostora kot tudi, sicer v manjši meri, iz sarkoplazemskega retikuluma. Kalcijevi ioni se vežejo na beljakovino kalmodulin, ki ima štiri vezavna mesta za te ione; nastali kompleks aktivira encim od kalmodulina odvisno kinazo, slednja pa fosforilira lahko miozinsko verigo, jo s tem aktivira in omogoči vezavo aktina na miozin. 

### Relaksacija
Do relaksacije mišične celice pride zaradi padca znotrajcelične koncentracije Ca2+, ki pa je posledica odsotnosti novega živčnega dražljaja. Kalcij se s pomočjo Na+/Ca+-antiporterja in Ca2+-ATP-aze znova prenese v zunajcelični prostor in sarkoplazemski retikulum. Kompleks Ca2+-kalmodulin disociira, lahka miozinska veriga se z encimom fosfataza zopet defosforilira.

## Vloga
Gladka mišičnina je s svojo strukturo prilagojena dolgotrajnim toničnim kontrakcijam in sicer omogoča peristaltiko, kontrakcijo sečnih poti, uravnava premer žil in s tem krvni tlak, med porodom omogoča popadke.